# Franz Anton Heim
Franz Anton Heim (auch: Haim, im Volksmund auch Besserersboeb genannt) (* 11. Dezember 1830 in Haslen/Gemeinde Schlatt-Haslen; † 13. August 1890 in Haslen), katholisch, war ein Schweizer Maler und ein Vertreter der Appenzeller Bauernmalerei. Er gilt neben Bartholomäus Lämmler als deren bedeutendster Vertreter.

## Leben

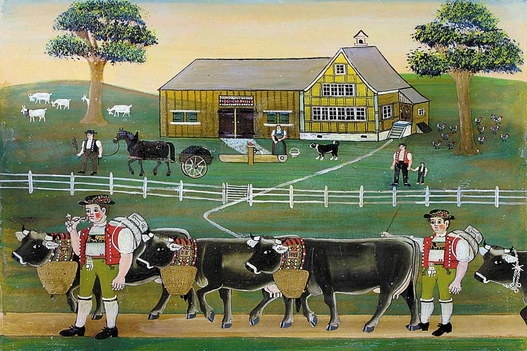
Franz Anton Haim: Alpabfahrt vor Bauernhaus, 1889

Franz Anton Heim wurde am 11. Dezember 1830 als Sohn des Franz Anton Heim und der Katharina Josepha geb. Schmid geboren. Heim blieb ledig und verbrachte sein ganzes Leben auf seinem Hof Fendrig bei Leimensteig. In der Bewirtschaftung half ihm sein Bruder, der mit seiner siebenköpfigen Familie bei ihm wohnte. Heim war hauptberuflich als Bauer tätig, die Malerei betrieb er nebenbei als Autodidakt. Sein erstes Bild stammt aus dem Jahre 1862. Heim starb im 60. Lebensjahr an Wassersucht. Sein Totenbett befindet sich im Historischen Museum St. Gallen.  

## Werk
Charakteristisch für seine Malerei ist die freie Bildgestaltung und eine hohe Originalität. Er verwendet meist kleinformatige Figuren in ornamental gestalteten Landschaften. Dabei benutzt er eine Maltechnik, die der Temperamalerei sehr nahesteht. Ein erstes Bild ist aus dem Jahr 1862 bekannt, die umfangreichere Produktion von Gemälden und Fahreimerbödeli beginnt erst 1870. Die Darstellungen aus den 70er und frühen 80er Jahren weisen noch einen durchwegs dunklen Bildgrund auf. Heims Schaffen war sehr produktiv, so wird berichtet, dass auch seine Wohnstube mit zahlreichen Zeichnungen und Malereien versehen waren.
Seine Werke befinden sich in folgenden Museen: Museum der Kulturen Basel, Appenzeller Volkskundemuseum Stein AR, Appenzeller Brauchtumsmuseum Urnäsch, Historisches und Völkerkundemuseum St. Gallen, Museum Appenzell.   

## Werkverzeichnis
(Auswahl)
- Holzfäller an der Arbeit, um 1875
- Hof mit Kühen und Gremplerpferden, um 1875
- Drei Bauern beim Jassen, um 1875
- Alpfahrt zwischen drei Häusern, um 1875
- Alpfahrt, 1876
- Fuchsjagd, 1880
- Senn mit Kuh und Hund, um 1880
- Liegenschaft von Johann Baptist Wild, Gonten, um 1880
- Jagd, um 1880